# Grzyby

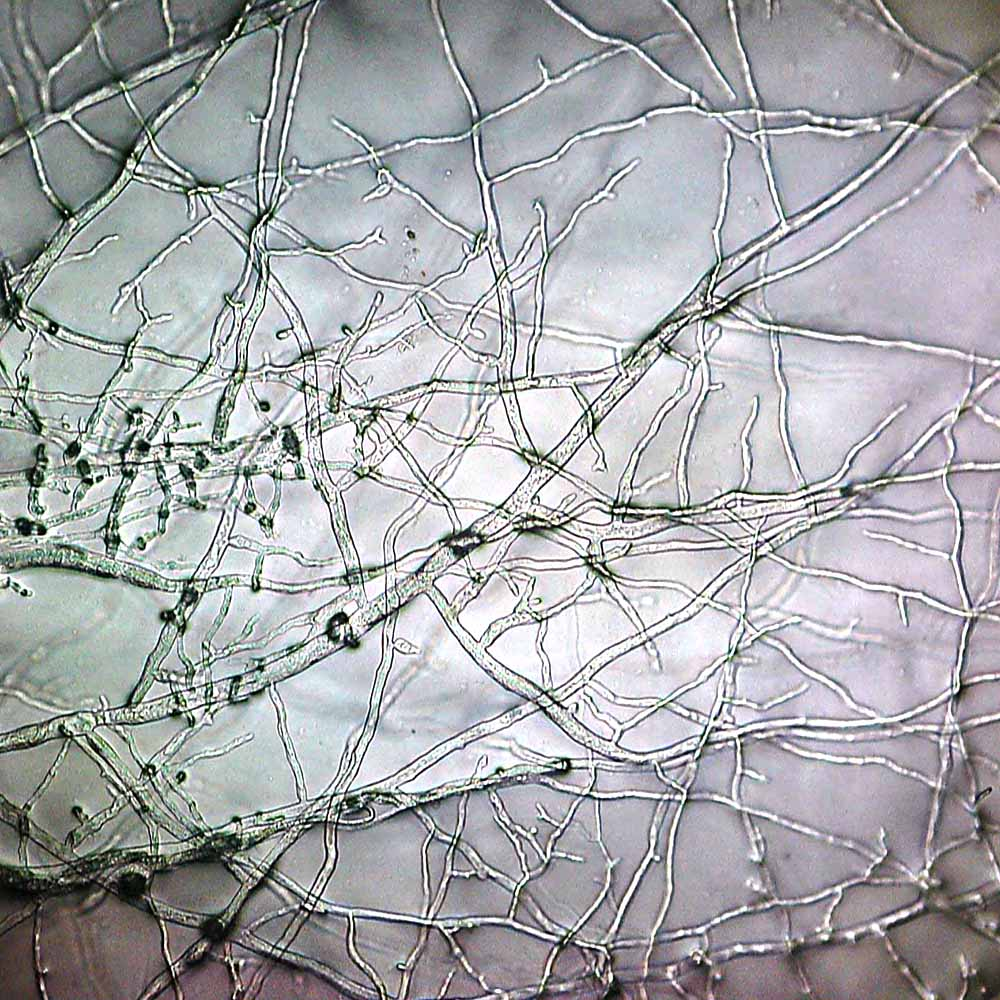
Strzępki

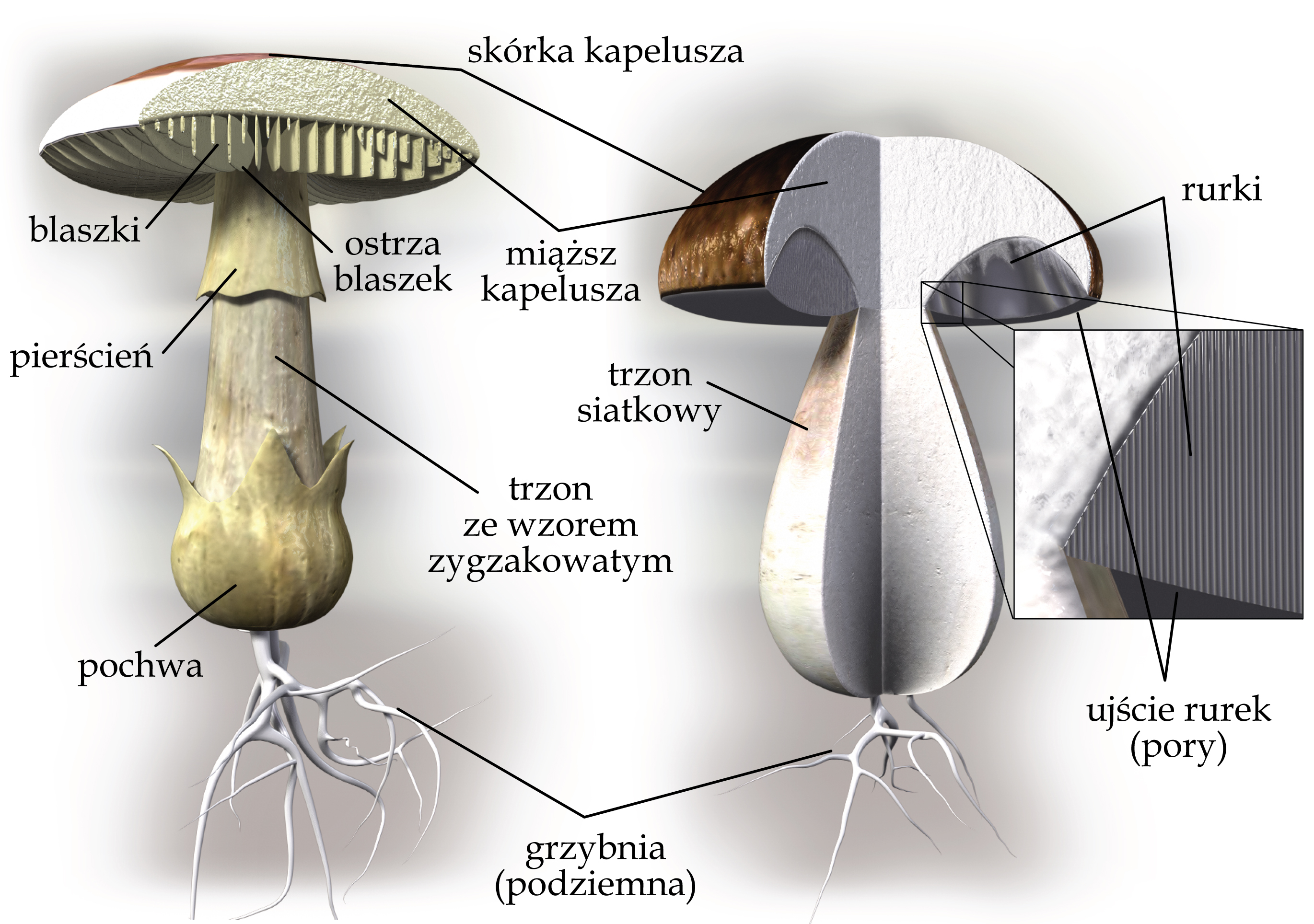
Budowa grzyba kapeluszowego

Grzyby (Fungi R.T. Moore) – królestwo należące do domeny jądrowców (Eukaryota). Dawniej, w zależności od ujęcia systematycznego, takson ten miał rangę podkrólestwa (Fungi R.T. Moore, 1971), podtypu (Fungi Engl. 1889) i klasy (Fungi Bartling, 1830).
Istnienie grzybów zaobserwowano we wszystkich strefach klimatycznych, przede wszystkim na lądach, ale także w wodach (słodkich i słonych). Do 2020 r. opisano około 148 tysięcy gatunków grzybów, rzeczywista ich liczba jest jednak dużo wyższa. Co roku opisuje się około 2 tysięcy nowych gatunków. Około 90% grzybów pozostaje nieznanych. Korzystając z danych uzyskanych z obszarów, na których rozpoznano większość organizmów żywych, przypuszcza się, że istnieje ok. 1–1,5 miliona gatunków grzybów (4 razy więcej niż roślin nasiennych). Liczba znanych gatunków grzybów zmienia się także wskutek zmian w ich taksonomii.
Wiek najstarszych skamieniałości identyfikowanych jako prawdopodobne szczątki grzybów kopalnych znalezionych w arktycznej części Kanady szacowany jest na około miliard lat.

## Tło historyczne pozycji grzybów w świecie ożywionym
Ze względu na ograniczone zdolności ruchu, typ wzrostu i odmienność morfologiczną od zwierząt, w tradycyjnych podziałach uwzględniających tylko dwie domeny świata ożywionego (systemy Arystotelesa, Linneusza i in.), grzyby zaliczane były do roślin, np. do niewydzielanej we współczesnych systemach grupy plechowców. W świadomości potocznej tak jest nadal. Także w uproszczonych wykazach, mających zastosowanie praktyczne (np. listach gatunków chronionych), grzyby bywają łączone z roślinami. Podobnie w programach nauczania nauka o grzybach (mykologia) bywa włączana do botaniki, a ogół grzybów zasiedlających dane środowisko bywa nazywany florą lub mykoflorą – od jakiegoś czasu – mykobiotą lub fungą (ze względu na podobieństwo do słów flora i fauna).
Jako pierwszy grzybami zainteresował się Teofrast, który zaliczył je do roślin pozbawionych korzeni, w związku z tym nie potrafił określić sposobu, w jaki się żywią. W epoce rzymskiej badania nad grzybami nie posunęły się do przodu. Rzymianie szczególne znaczenie przypisywali truflom i wierzyli, że powstają one od uderzeń błyskawic, które przekazują im moc niezbędną przy kreacji życia – stąd były stosowane jako środek wspomagający zajście w ciążę. Wśród Majów, Azteków i Zapoteków powszechny był kult grzybów, którym stawiano pomniki. W Indiach grzyby czczono jako symbol płodności. Z powodu silnego zainteresowania grzybami w kultach politeistycznych, chrześcijaństwo spychało grzyby poza margines zainteresowania nauki, wiążąc je z czarną magią.
Pierwsze badania grzybów zaczęły się w XVI wieku. Pierwszej próby klasyfikacji grzybów dokonał wówczas Mathias Lobelius. Po raz pierwszy zarodniki grzybów zaobserwował Giambattista della Porta w 1588 roku, ale przez kolejne dwieście lat dominował jeszcze pogląd o spontanicznym powstawaniu grzybów. W XVII wieku najwybitniejszymi badaczami grzybów byli Carolus Clusius (klasyfikował znane gatunki) i Petrus Antonius Michaelis (wykazał kiełkowanie zarodników). Na przełomie XVIII i XIX wieku miał miejsce kolejny okres zainteresowania biologią grzybów, najważniejsi badacze tamtego okresu to Karol Linneusz, Christiaan Hendrik Persoon i Elias Magnus Fries (klasyfikowali znane gatunki) oraz Erik Acharius (twórca lichenologii). W następnych latach liczba opisywanych gatunków rosła lawinowo, często jeden gatunek opisywano kilkukrotnie pod różnymi nazwami. Uporządkowanie klasyfikacji przeprowadził Pier Andrea Saccardo.
Przejściowo do grzybów (bądź traktowanych jako rośliny zarodnikowe, bądź jako odrębna od roślin grupa) zaliczano różne inne grupy organizmów, wśród nich śluzowce. Część z nich ze względu na morfologiczne podobieństwo do grzybów przy jednoczesnym braku spokrewnienia określana bywa jako protisty grzybopodobne. Obecnie taki status jest uważany za niewłaściwy. Grzyby są uznawane za jedną z linii rozwojowych w obrębie supergrupy Opisthokonta (jednej z sześciu, na które podzielono jądrowce), do której zalicza się także m.in. zwierzęta. Poświadczeniem wspólnego pochodzenia grzybów, zwierząt i wiciowców kołnierzykowych są pewne cechy anatomiczne i biochemiczne (obecność wici umieszczonej na tylnym biegunie komórki, obecność chityny, glikogenu i in.) Z kolei pewne cechy niegdyś uważane za łączące grzyby z roślinami (np. obecność celulozy) obecne są jedynie u lęgniowców, które współcześnie odłączone zostały od grzybów i ulokowane w obrębie supergrupy siostrzanej dla roślin – Chromalveolata. Większość cech wspólnych dla całej supergrupy występuje u skoczkowców. Prawdopodobnie jest to takson parafiletyczny – jednokomórkowi i posiadający wici kuzyni grzybów wielokomórkowych. Zaliczani czasem do (pod-)królestwa Protista.

## Charakterystyka
Wszystkie grzyby to bez wyjątku organizmy cudzożywne, mogą więc występować tylko w siedliskach zawierających związki organiczne. Jednak wiele gatunków do swojego życia wymaga tylko minimalnych ich ilości. Mogą być saprotrofami odżywiającymi się martwą materią organiczną, lub pasożytami rozwijającymi się kosztem innych, żywych organizmów. Zasadniczo są niezdolne do aktywnego ruchu, w definicji tej są jednak pewne nieścisłości. Prymitywne grzyby wielokomórkowe wytwarzają bowiem zdolne do ruchu, jednokomórkowe, uwicione zarodniki pływkowe (zoospory). Charakterystyczną cechą grzybów jest ściana komórkowa zbudowana z chityny.
Wśród grzybów najliczniejszą grupą są organizmy wielokomórkowe, jednak występują też grzyby jednokomórkowe, np. drożdże. Komórka grzyba może być jednojądrowa, dwujądrowa lub wielojądrowa – taką wielojądrową komórkę nazywa się komórczakiem. Podstawowym elementem budowy grzybów są strzępki, zwykle długie, nitkowate, proste lub rozgałęzione. Strzępki często występują w zespołach tworząc grzybnię, a ta może tworzyć jeszcze bardziej złożone struktury pełniące wyspecjalizowane funkcje, np. podkładki, sznury grzybniowe, sklerocja, owocniki. Jednak ciało grzybów nie wykazuje zróżnicowania na tkanki i narządy – grzyby są plechowcami.
Grzyby mogą oddychać tlenowo lub beztlenowo (drożdże). W wyniku oddychania pozyskują energię niezbędną do życia. Oddychanie beztlenowe to fermentacja. W jej wyniku powstają: alkohol etylowy i CO2.

## Rozmnażanie
Grzyby charakteryzuje duża różnorodność sposobów rozmnażania. Większość z nich może rozmnażać się zarówno płciowo, jak i bezpłciowo. U wielu grup grzybów rozmnażanie bezpłciowe ma bardzo duże znaczenie – występuje jako główny sposób rozmnażania, pozwalający na szybkie zasiedlenie substratu. W przypadku niektórych gatunków rozmnażanie bezpłciowe jest w ogóle nieznane. Postać grzyba rozmnażającą się bezpłciowo nazywa się anamorfą, a postać rozmnażająca się płciowo to teleomorfa. U mikroskopijnych grzybów pasożytniczych z reguły pasożytem jest anamorfa, teleomorfa (jeśli w ogóle występuje) jest saprotrofem. Wytwarzanie zarodników wyłącznie na drodze bezpłciowej (poprzez podziały mitotyczne) wynika najprawdopodobniej ze skrajnej specjalizacji tych organizmów, gdyż badania genetyczne wykazują, że w genomach tych gatunków są obecne zestawy genów warunkujących rozmnażanie płciowe.
Sposoby rozmnażania bezpłciowego:
- fragmentacja plechy,
- pączkowanie,
- wytwarzanie różnego rodzaju zarodników: pływkowych, sporangialnych i konidialnych,
- cykl paraseksualny

Sposoby rozmnażania płciowego:
- gametogamia,
- spermatyzacja,
- deuterogamia,
- gametangiogamia,
- somatogamia,
- partenogamia,
- autogamia

## Systematyka

### Nomenklatura współczesna
Według Międzynarodowego Kodeksu Nomenklatury Botanicznej pierwszym liczącym się zastosowaniem taksonu Fungi było użycie go przez Karola Linneusza w drugim tomie Species Plantarum z 1753 r. Nie podał on jednak diagnozy taksonomicznej, a jedynie zaliczył do tej grupy 10 rodzajów (Agaricus, Boletus, Hydnum, Phallus, Clathrus, Helvella, Peziza, Clavaria, Lycoperdon i Mucor) z podziałem na 86 gatunków. Nazwy rodzajowe zostały w tej publikacji dobrane niezgodnie z używanymi wcześniej, niemniej jednak zastosowanie nazewnictwa binominalnego sprawiło, że (z czasem i licznymi zmianami) zaczęto używać go jako podstawę obowiązującą w taksonomii grzybów.
Należy przyjąć, że pierwszą poprawną diagnozę zastosował Antoine Laurent de Jussieu w Genera Plantarum z 1789 r.:
Fungi paraſitici, aut erumpentes è tellure modò nudi, modò incluſi in volvâ ſciſſili. Subſtantia aliis ſuberoſa aut corticoſa, aliis mollior & carnoſa, aliis mucilaginea. Quidam ſimplices aut ramoſi, quidam ſphæricei; plures inſtructi pileo ſtipitato aut ſeſſili, nunc orbiculari & peltato, nunc ſemiorbiculari & lateribus inſerto. Folia nulla nec flores, ſed antherarum loco pulvis intra aut extrà diſperſus. Piſtilli vicem ſupplent organa variè contexta, nempè laminæ, rugæ, sulci, pori, tubi, papillæ, ſquamulæ, reticula, cavitates, interdùm univerſa compages: in iis latent corpuſcula, quæ terræ commiſſa ſimilem, ſeu germinando ſeminum inſtar, ſeu radicando ut ſurculi, plantam progenerant. Suberoſi Fungi perennes ſunt & ſæpè paraſitici; cæteri paraſitici aut terreſtres, fugaces, ad putreſcentiam proni.
W publikacji tej grzyby zaliczono do ówczesnej klasy roślin bezkwiatowych (Plantae acotyledones) jako rząd zawierający 17 rodzajów, dla których Jussieu usiłował przywrócić właściwe (przed Linneuszem) nazewnictwo: Mucor, Lycoperdon, Tuber, Clathrus, Phallus, Boletus, Helvella, Peziza, Cantharellus, Amanita, Suillus, Hydnum, Agaricus, Merulius, Auricularia, Hericium i Clavaria.

### Aktualna klasyfikacja
Mykolodzy opracowali kilka systemów klasyfikacji grzybów, ale obecnie mają już one znaczenie historyczne, w dużym bowiem stopniu są to klasyfikacje sztuczne, nie uwzględniające pokrewieństwa i aktualnych badań filogenetycznych. Powszechnie obecnie przyjętym systemem klasyfikacji grzybów jest Index Fungorum oparty na kolejnych edycjach Dictionary of the Fungi. Jest to system sukcesywnie aktualizowany o nowe badania nad filogenetyką grzybów, w związku z czym pozycja wielu taksonów w tym systemie ulega zmianie po opublikowaniu nowych ustaleń taksonomicznych. Jest to system otwarty, tzn. że wiele taksonów, zwłaszcza tzw. grzybów niedoskonałych nie ma ustalonej szczegółowej pozycji w systemie, a brakujące taksony są opisane jako incertae sedis. Królestwo Fungi w systemie tym podzielone jest na typy i rodzaje incertae sedis o nieokreślonej pozycji taksonomicznej. Ich podawana w innych systemach klasyfikacyjnych szczegółowa pozycja taksonomiczna jest sztuczna i niepewna, szczegółowa systematyka w Index Fungorum zostanie podana dopiero po ustaleniu ich pokrewieństwa:
- typ Ascomycota – workowce
- typ Basidiomycota – podstawczaki
- typ Blastocladiomycota – pączkorostowe
- typ Chytridiomycota – skoczkowce
- typ Entomophthoromycota
- typ Glomeromycota – grzyby kłębiakowe
- typ Mucoromycota Doweld 2001
- typ Neocallimastigomycota M.J. Powell 2007
- typ Sanchytriomycota Galindo, López-García, Torruella, Karpov & Moreira 2021
- typ Zoopagomycota Gryganskyi, M.E. Sm., Spatafora & Stajich 2016
- typ Zygomycota – sprzężniaki
- typ Incertae sedis.

## Podział nieformalny
Z punktu widzenia laika można podzielić grzyby na następujące, nieformalne grupy:
- ze względu na widoczną postać plechy:
  - grzyby wielkoowocnikowe (macromycetes, makrogrzyby) – wytwarzające dobrze widoczne owocniki, przedstawiciele podstawczaków (np. pieczarki, borowiki) i workowców (np. smardze, trufle);
  - grzyby mikroskopijne (micromycetes, mikrogrzyby) – przeciwieństwo grzybów wielkoowocnikowych; wytwarzają one niewielkie i zwykle trudno obserwowalne gołym okiem owocniki lub inne struktury rozmnażania; głównie przedstawiciele skoczkowców, kłębiankowców, sprzężniowców i workowców, ale również podstawczaków,
- ze względu na znaczenie kulinarne:
  - grzyby jadalne – czyli wybrane gatunki grzybów wielkoowocnikowych, uznane za smaczne, a przynajmniej nietrujące. Ponadto „jadalne” są też drożdże i niektóre gatunki pleśni związane z produkcją serów.
  - grzyby niejadalne – wytwarzające nietoksyczne owocniki, jednak z różnych względów nie nadające się do spożycia, lub przynajmniej „nie jadane”.
  - grzyby trujące – grzyby zawierające substancje trujące w ilości toksycznej dla człowieka np. muchomor sromotnikowy.
- ze względu na miejsce występowania:
  - grzyby mszakolubne – występujące na mchach
  - grzyby nadrzewne – których owocniki pojawiają się na drzewach lub drewnie (pospolicie zwane hubami);
  - grzyby nagrzybne – na innych grzybach
  - grzyby naporostowe – rozwijające się na plechach porostów
  - grzyby naziemne – owocnikujące na powierzchni gleby;
  - grzyby podziemne – wytwarzające owocniki pod powierzchnią gleby;
  - grzyby wodne – rozpowszechniona grupa organizmów, występująca w wodach słodkich, zasolonych, w wodach bieżących i stojących w szerokim zakresie warunków fizycznych, chemicznych i biologicznych.
- ze względu na sposób odżywiania się i znaczenie:
  - grzyby chorobotwórcze – wywołujące choroby roślin, zwierząt i ludzi
  - grzyby drapieżne – za pomocą specjalnie przekształconych strzępek chwytające niewielkie zwierzęta glebowe[15]
  - grzyby pasożytnicze – żyjące jako pasożyty na roślinach, innych grzybach, zwierzętach, ludziach (m.in. grzyby entomopatogeniczne)
  - grzyby saprotroficzne – żyjące na obumarłych organizmach
  - grzyby symbiotyczne – żyjące w symbiozie z innymi organizmami

## Znaczenie grzybów
Grzyby w obiegu materii

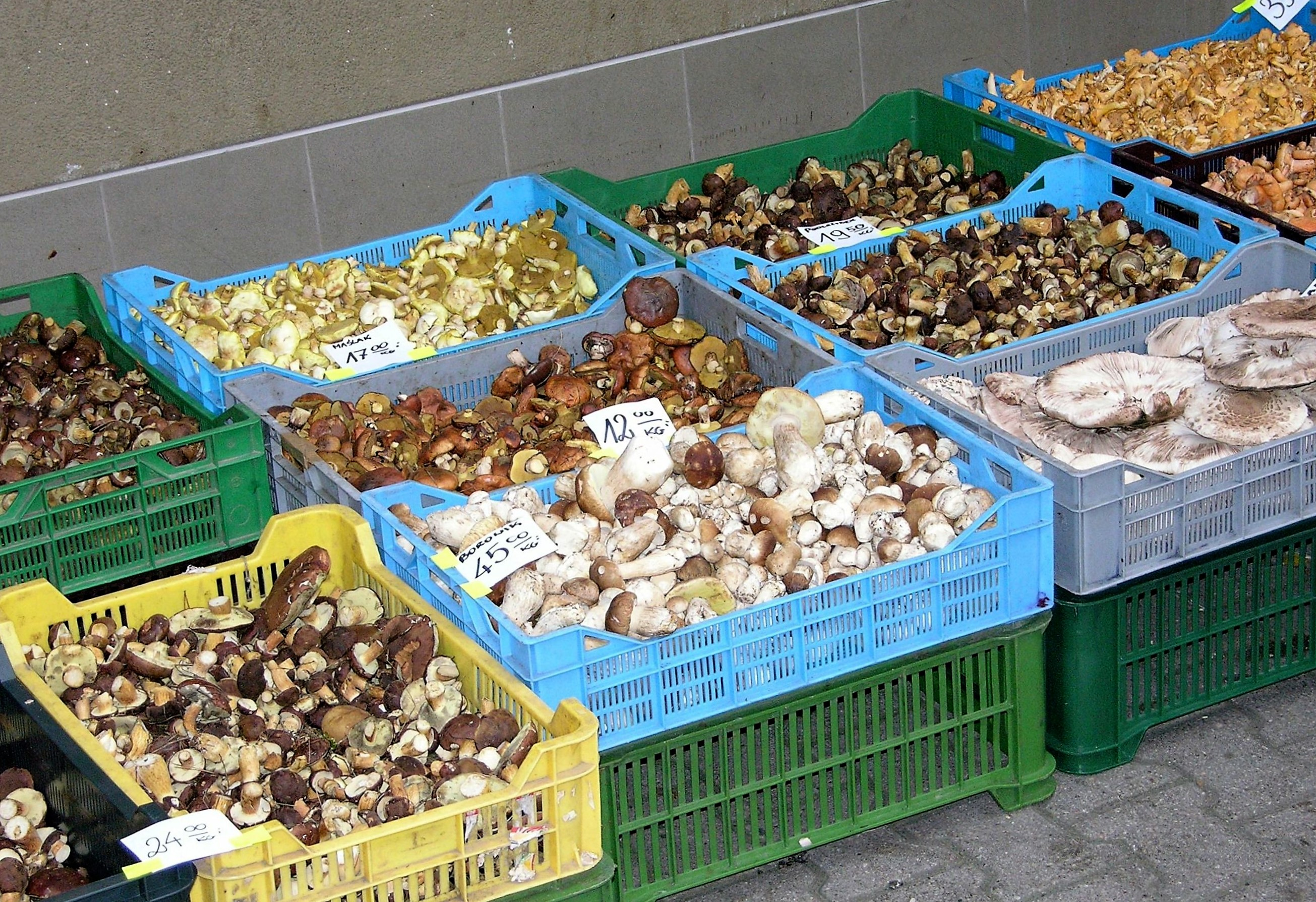
Grzyby jadalne mają zastosowanie kulinarne

Grzyby jako jedyne organizmy mają zdolność do rozkładu ligniny oraz mają duże znaczenie przy rozkładzie celulozy dzięki specyficznemu enzymowi – celulazie. Są reducentami – ostatnim ogniwem w łańcuchu pokarmowym – a zatem są istotnym składnikiem obiegu materii w przyrodzie. Grzyby mogą być źródłem zarówno materii nieorganicznej (CO2, H2O i innych) będącej produktami metabolizmu; lub materii organicznej, gdyż grzyby są pokarmem dla wielu drobnoustrojów. Bez nich większość ekosystemów lądowych pokryłaby gruba warstwa nierozłożonych liści czy gałęzi, a związki zawarte w szczątkach organicznych nie wróciłyby do ekosystemu, aby stać się ponownie dostępnymi dla rosnących organizmów. Szacuje się, iż bez rozkładu szczątków roślinnych, rocznie powstawałoby w lasach tropikalnych 12 ton odpadów celulozowych na jeden hektar.
Symbioza grzybów z innymi organizmami
Grzyby są symbiontami zarówno mikroorganizmów, roślin wyższych i zwierząt. Mimo ogromnego zróżnicowania grzybów oraz symbiontów, relacja ta sprowadza się do zaopatrywania przez gospodarza w węglowodany, podczas gdy grzyb zwiększa powierzchnię chłonną korzeni (u roślin), zaopatruje w substancje nieorganiczne oraz chroni przed patogenami.
Duże znaczenie w przyrodzie mają porosty jako organizmy pionierskie na ubogich lub niegościnnych siedliskach. Są one także wyznacznikiem czystości powietrza na danym terenie. Grzyby z wieloma roślinami tworzą mykoryzę – szacuje się, że od grzybów mykoryzowych zależy właściwy rozwój około 90% roślin, tu przykładem mogą być gatunki z rodzaju Glomus (endomykoryza) lub wielkowoocnikowe podstawczaki, np. borowik, muchomor, maślak, i inne (ektomykoryza). Ektomykoryza (w przeciwieństwie do endomykoryzy) obejmuje tylko powierzchnię korzeni, więc grzybnia nie wnika w głąb rośliny; wyraźnie można ją zaobserwować u buku i sosny. Endomykoryzę obserwuje się głównie u traw.
Grzyby w kulturze i przemyśle
Grzyby są głęboko zakorzenione w kulturze (m.in. grzyby jadalne lub halucynogenne) i zajmują ważne miejsce w rozwoju cywilizacji ze względu na ich kluczowe znaczenie w wytwarzaniu chleba i wina. Wiele gatunków grzybów jest powszechnie wykorzystywanych w produkcji żywności (alkohole, pieczywo, sery). Niektóre, takie jak pędzlaki (Penicillium) i kropidlaki (Aspergillus), są przyczyną jej rozkładu, prowadząc do skażenia jej szkodliwymi dla ludzi toksynami.
Grzyby z tych samych rodzajów są wykorzystywane do produkcji leków (głównie antybiotyków) i związków organicznych (np. kwasu cytrynowego) oraz enzymów na skalę przemysłową. Już w połowie XX wieku znano 96 antybiotyków pochodzenia grzybowego, z czego 57 dobrze scharakteryzowanych.
Grzyby jadalne mają zastosowania kulinarne. Pomimo wielowiekowych prób wprowadzenia hodowli grzybów do celów przemysłowych, do dziś podstawowym ich źródłem pozostają grzyby dziko rosnące. Hodowlę udało się zaprowadzić jedynie w przypadku 12 gatunków.
Grzyby lecznicze. Znanych jest ponad 600 gatunków grzybów, głównie podstawczaków mających własności lecznicze. Na świecie wśród grzybów wielkoowocnikowych wykorzystywane w celach leczniczych jest kilkadziesiąt gatunków, w Polsce kilkanaście.